# حمیدآباد (امیدیه)
شاه نبیروستایی از توابع بخش مرکزی شهرستان امیدیه در استان خوزستان ایران است.مردم آن از ایل بختیاری اند

## جمعیت
این روستا در شهرستان اميديه قرار دارد و براساس سرشماری مرکز آمار ایران در سال ١٣٩٩، جمعیت آن ٦٠٠ نفر (٦٠ خانوار
) بوده‌است.